# Kościuszkowski Obóz Szkolny Saperów
Kościuszkowski Obóz Szkolny Saperów (KOSSap.) – ośrodek szkolenia saperów Wojska Polskiego II RP.

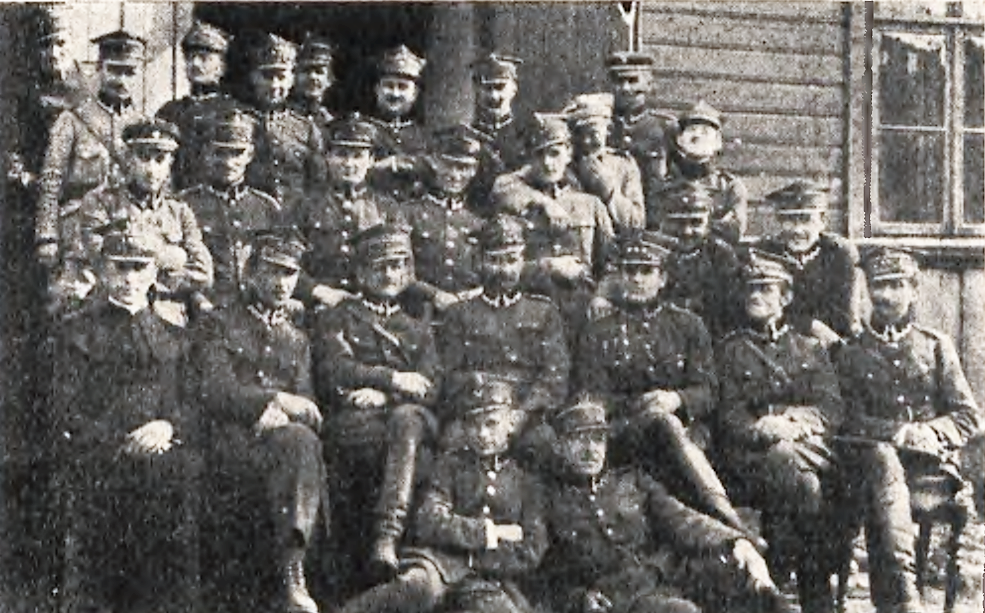
Oficerowie kadry K.O.S.S.

## Historia i tradycje
W pierwszych latach po I wojnie światowej trzon kadry w wojskach saperskich stanowili oficerowie narodowości polskiej z trzech armii zaborczych oraz oficerowie organizacji niepodległościowych. W celu uzupełniania kadry saperskiej i tworzenia nowej kadry dla uzupełnienia jednostek, stworzono szkoły kształcące oficerów i podoficerów.
W latach 1918–1922 kształcono oficerów do jednostek saperskich w Obozie Szkolnym Saperów, zwanym też Kościuszkowskim Obozem Szkolnym Saperów zlokalizowanym w Warszawie na Powązkach. Obóz powstał w 24 września 1919 jako centralny ośrodek szkolenia wojsk saperskich, szkolenie rozpoczął na bazie kadry kompanii szkolnej byłej Oficerskiej Szkoły Inżynierii Armii Polskiej we Francji. Dowódcą kompanii był mjr Marceli Zieliński. Dowódcy OSS podlegały Szkoła Podchorążych Saperów, Szkoła Podoficerów Saperów Instruktorów, Kursy dla oficerów i podoficerów kompanii i szwadronów technicznych oraz kompania sztabowa.
Zadaniem OSS było kształcenie oficerów saperów w 5-miesięcznym cyklu szkolenia, a podoficerów w 3-miesięcznym cyklu. Programy kursów podchorążych obejmowały: fortyfikację polową i stałą, mosty, minerstwo, zasady statyki i wytrzymałości materiałów, łączność, taktyka, przeprawy, silniki parowe i spalinowe, administrację i rachunkowość, organizację tyłów.
Po przejściu w 1922 Wojska Polskiego na stronę pokojową, przyjęto zasadę tworzenia szkół oficerskich dla poszczególnych rodzajów broni. W lipcu 1922 na bazie Obozu Szkolnego Saperów sformowano Główną Szkołę Artylerii i Inżynierii. Ze szkolenia wyłączono z Ośrodka szkolenie podchorążych.
10 czerwca 1925 na poligonie ćwiczebnym 2 pułku saperów kolejowych w Jabłonnie została przeprowadzona próba obciążeniowa kolejowego mostu składanego systemu Roth-Wagnera o długości 46,5 m. Do budowy mostu zostały po raz pierwszy wykorzystane elementy wykonane w Polsce przez firmy: „Królewska Huta”, „K. Rudzki i S-ka”, „A. Alscher i Spółka” i inne. Do próby obciążeniowej zostały wykorzystane dwa parowozy Tr21. Kierownikiem budowy mostu był kapitan inżynier Leopold Górka, wykładowca budowy mostów w Obozie Szkolnym Saperów.
OSS rozwiązano w 1926, a opierając się na jego kadrze sformowano Batalion Szkolny Saperów w Modlinie.

## Kadra obozu
Komendanci obozu
- ppłk Jerzy Solecki (X - XII 1919)
- ppłk Otton Berezowski (28 XII 1919 - 19 IV 1920)
- ppłk Emanuel Homolacs
- mjr Kazimierz Możdżeń (20 IV 1920 - 10 IV 1921)
- kpt. Stanisław Żmigrodzki (11 IV 1921 - V 1922)
- ppłk / płk inż. Jan Świszczowski (VI 1925[6] - VI 1926 → szef Budownictwa OK X[7])

Dyrektorzy nauk
- ppłk Gustaw Stankiewicz-Mogiła (od XI 1922[8])
- ppłk sap. inż. Wacław Günther (od 24 IV 1923[9])
- mjr inż. Roman Bierówka (1924)

Oficerowie
- kpt Stanisław Żmigrodzki - dowódca Szkoły Podoficerów Saperów (od 15 IX 1919[10])
- por. Jan Guderski - dowódca kompanii podchorążych[11]
- por. Kazimierz Biesiekierski

Obsada personalna w 1923
- komendant – płk sap. inż. Stanisław Żmigrodzki
- oficer ordynansowy – por. sap. Zygmunt Franciszek Rokicki
- dyrektor nauk – ppłk sap. inż. Wacław Günther
  - mjr sap. Jan Machlowski
  - kpt. sap. Stanisław Cygler
  - por. sap. Jerzy Biały
  - por. sap. Henryk Saturnin Różycki
- dowódca Baonu Szkolnego – kpt. sap. Czesław Hellman
  - mjr sap. inż. Roman Bierówka
  - por. sap. Wacław Jacyna
  - por. sap. Stanisław III Bielecki
  - por. sap. Jan V Wójcik
  - oficer kompanii – por. rez. sap. Ludwik II Michałowski (od 14 V 1923[13])
- gospodarz obozu - urzędnik wojsk. VII rangi Zygmunt Zakrzewski (od 8 V 1923[14])
- por. sap. Zygmunt Bogdan Pieńkowski
- lekarz  obozu – mjr lek. dr Józef Dorożyński
- oficer kasowy – wakat
- oficer prowiantowy – wakat
- urzędnik wojsk. VII rangi inż. Jerzy Tuliszkowski
- urzędnik wojsk. XI rangi Zygmunt Ancuto